# Happy slapping
Happy slapping ("vrolijk meppen") is een eufemisme voor het verschijnsel dat een willekeurige persoon door een groepje, meestal jongeren, in elkaar wordt geslagen hetgeen op beeld, bijna altijd met een smartphone, wordt vastgelegd. De beelden worden veelal op sociale media geplaatst, waarbij de filmers pronken wie het beste iemand heeft gemolesteerd.
De rage begon in 2004 in het Verenigd Koninkrijk. Vaak was het een uitvloeisel van kwajongensstreken gemotiveerd door verveling. Happy slapping kan echter verder escaleren dan 'slechts' een pak slaag, en sommige gevallen heeft het geleid tot ernstige verwondingen.